# Жеремі Менез
Жеремі́ Мене́з (фр. Jérémy Ménez, МФА: [ʒeremi menɛz]; нар. 7 травня 1987 року, Лонжумо, Франція) — французький футболіст, правий вінгер клубу «Реджина».
Після підписання контракту з «Сошо» в березні 2004 року Менез став наймолодшим професіональним футболістом в історії Ліги 1. У січні 2005 року Жеремі, зробивши хет-трик у матчі з «Бордо», став наймолодшим гравцем в історії чемпіонату, якому це вдалось.

## Клубна кар'єра

### Початок кар'єри
Менез народився 7 травня 1987 року в Лонжумо, передмісті Парижа, в сім'ї, що походить з Бретані. Дитинство Жеремі провів у Вітрі-сюр-Сен, недалеко від місця його народження. До футболу Менеза залучили батько та старший брат, які теж були футболістами. Менез почав кар'єру в місцевому клубі «Вітрі» («CA Vitry»). Через рік Жеремі перейшов до Академії футболу «Париж» («CFF Paris»), в якій готували футболістів віком молодше дев'ятнадцяти років. У клубі тренери в основному ставили молодого футболіста на позицію плеймейкера. Після п'яти років в академії Менез перейшов до клубу «Бретіньї» («CSF Brétigny»), місцевий паризький клуб, у якому також грали Патріс Евра та Джиммі Бріан. У «Бретіні» Менез провів рік, після чого перейшов до професійного клубу «Сошо».

### «Сошо»
Після прибуття до «Сошо» Менез увійшов до молодіжної академії клубу, навчаючись в якій хотів стати бухгалтером. 24 березня 2004 року в шістнадцятирічному віці Жеремі підписав трирічний професійний контракт з клубом. Після підписання він став наймолодшим професіональним гравцем в історії Ліги 1. Згодом футболіст отримав номер «26». Ще до підписання контракту Менезом цікавились англійські «Арсенал» і «Манчестер Юнайтед». Футболіст з'їздив до Манчестера, але вирішив залишитись у Франції.
7 серпня 2004 року Менез дебютував у чемпіонаті в матчі проти «Аяччо». 20 листопада він забив свій перший м'яч у ворота «Монако». За два місяці Жеремі став наймолодшим гравцем в історії чемпіонату, який забив хет-трик, зробив він це у матчі з «Бордо». Наприкінці сезону Жеремі було номіновано на звання найкращого молодого гравця чемпіонату, але нагороду здобув півзахисник «Нанта» Жеремі Тулалан.
У сезоні 2005–2006 Менез отримав номер «11» та став відігравати помітнішу роль у команді з приходом нового тренера Домініка Бійота. За сезон футболіст зіграв тридцять один матч, забивши три голи: у ворота «Бордо», «Ніцци» та «Сент-Етьєна». «Сошо» завершив сезон на п'ятнадцятому місці в турнірній таблиці, що було сприйнято як невдача, оскільки чотири попередні були завершені в десятці найкращих. Менез виявив бажання покинути клуб. 8 червня 2006 року президент клубу сказав, що продасть футболіста лише за реальною ціною.

### «Монако»
22 червня 2006 року «Сошо» оголосив, що дійшов згоди з клубом «Монако» щодо Менеза. Футболіст підписав чотирирічний контракт, але суму трансферу названо не було. Жеремі отримав номер «10» та був поставлений на позицію лівого атакувального півзахисника. 19 серпня Менез дебютував за свій новий клуб, вийшовши на заміну в матчі проти «Ренна». 30 вересня він забив перший м'яч за монегасків, який став переможним, у ворота «Ле-Мана». З приходом нового тренера Менез почав рідше зявлятись у стартовому складі, що спричинило інтерес до нього англійських клубів: «Манчестер Юнайтед» і «Ліверпуля». Але 11 листопада він вийшов з перших хвилин матчу і забив гол, який врятував команду від поразки в матчі проти «Лор'яна». У новому році футболіста було прооперовано через травму паху, через що він пропустив два місяці гри. Повернувшись, Жеремі забив у трьох підряд іграх: «Ліллю», «Валансьєнну» та «Марселю». В останній грі сезону Менез забив єдиний гол у матчі у ворота чинного чемпіона «Ліона».
Влітку до Менеза виявили інтерес клуби англійської Прем'єр-ліги, але він вирішив залишитись у «Монако». У сезоні 2007–2008 перший гол у сезоні Жеремі забив своєму колишньому клубу «Сошо». 15 грудня футболістом відзначився дублем у ворота «Ланса». Через місяць він знову забив два м'ячі, «Мецу» на виїзді. 23 лютого 2008 року Менез отримав серйозну травму, через яку був змушений пропустити три місяці. У кінці сезоні він зіграв лише дві гри.

### «Рома»
27 серпня 2008 року Менез підписав чотирирічний контракт з італійською «Ромою». Вартість трансферу склала десять з половиною мільйонів євро. У новій команді футболіст обрав ігровий номер «24». За нову команду він дебютував 31 серпня в грі проти «Наполі». У Лізі чемпіонів Жеремі дебютував у матчі проти «Бордо». 6 грудня він забив свій перший м'яч за римський клуб у матчі проти «К'єво», який завершився мінімальною перемогою «Роми». 24 травня 2009 року, вийшовши на заміну в матчі проти «Мілана», забив гол, столичний клуб у підсумку переміг з рахунком 3-2.
У наступному сезоні Жеремі змінив номер на «94». Перший гол у сезоні футболіст забив 18 жовтня 2009 року «Мілану». 21 лютого 2010 року Менез асистував Мірка Вучініча, який забив переможний м'яч у матчі з «Катанією».
Перший гол у сезоні 2010–2011 Менез забив 3 листопада в матчі Ліги чемпіонів проти швейцарського «Базеля». 20 листопада в матчі проти «Удінезе» футболіст відзначився голом і точною передачею. 16 лютого Жеремі забив гол у матчі 1/8 фіналу Ліги чемпіонів у матчі проти донецького «Шахтаря». 23 березня в інтерв'ю французькій газеті «L'Equipe» повідомив, що у нього проблеми з Вінченцо Монтеллою оскільки він мало зіграв під його керівництвом, який змінив Клаудіо Раньєрі близько місяця назад. 21 квітня Монтелла на тренуванні розкритикував підопічного. Тієї ж ночі, повертаючись додому після кубкового матчу з «Інтернаціонале», вболівальники обкидали камінням машину Менеза, розбивши йому лобове скло.

### «Парі Сен-Жермен»
25 липня 2011 року французький клуб «Парі Сен-Жермен» повідомив, що він підписав Менеза на три роки за вісім мільйонів євро. Жеремі дебютував у матчі проти «Нью-Йорк Ред Буллз» на турнірі Emirates Cup. 6 серпня футболіст дебютував у чемпіонаті з поразки від «Лор'яна». 18 серпня у матчі кваліфікації до Ліги Європи Менез забив свій перший м'яч за «ПСЖ», а також віддав один точний пас. 28 серпня в Тулузі він забив свій перший м'яч у чемпіонаті однойменному клубу.

### «Мілан»
14 червня 2014 року офіційно став гравцем італійського гранда. В першому ж матчі за нову команду забив гол (з пенальті).

## Міжнародна кар'єра
11 грудня 2002 року Менез дебютував на міжнародному рівні за юнацьку збірну в товариському матчі проти Греції. У першій же грі футболіст відзначився забитим м'ячем. Менез був одним з так званої групи футболістів «Génération 1987», до якої окрім нього входили Хатем Бен Арфа, Карім Бензема та Самір Насрі.
В юнацькій збірній Менез разом з Бен Арфа та Насрі приєднався до Бензема. На чемпіонаті Європи серед 17-річних 2004 року Франція, господар турніру, перемогла. На турнірі Жеремі відзначився двома голами: у воротах Туреччини в груповому раунді та Португалії в пів-фіналі.
Ця четвірка футболістів у складі юнацької збірної до 19 років не змогла пробитись на чемпіонат Європи серед 19-річних 2006 року. Після цього Менеза викликали вже на матчах плей-оф проти Німеччини на фінальну частину чемпіонату Європи серед молодіжних команд 2009 року. Але по сумі двох матчів французи поступились з рахунком 2-1.
5 серпня 2010 року головний тренер національної збірної Лоран Блан викликав Менеза на товариський матч проти Норвегії, який відбувся 11 серпня. Франція програла матч з рахунком 2-1. 9 лютого 2011 року Менез асистував Каріму Бензема, який забив єдиний гол у матчі проти Бразилії на «Стад де Франс».

## Статистика

### Клубна
Дані актуальні станом на 15 вересня 2011 року
| Клуб              | Сезон             | Ліга | Ліга | Ліга   | Кубок | Кубок | Кубок  | Європа | Європа | Європа | Всього | Всього | Всього |
| Клуб              | Сезон             | Ігри | Голи | Асисти | Ігри  | Голи  | Асисти | Ігри   | Голи   | Асисти | Ігри   | Голи   | Асисти |
| ----------------- | ----------------- | ---- | ---- | ------ | ----- | ----- | ------ | ------ | ------ | ------ | ------ | ------ | ------ |
| Сошо              | 2004-05           | 24   | 4    | 3      | 2     | 0     | 0      | 5      | 0      | 1      | 31     | 5      | 4      |
| Сошо              | 2005-06           | 31   | 3    | 3      | 0     | 0     | 0      | 0      | 0      | 0      | 31     | 3      | 3      |
| Сошо              | Всього            | 55   | 7    | 6      | 2     | 0     | 0      | 5      | 0      | 1      | 62     | 8      | 7      |
| Монако            | 2006-07           | 29   | 7    | 3      | 2     | 0     | 0      | 0      | 0      | 0      | 31     | 7      | 3      |
| Монако            | 2007-08           | 25   | 7    | 4      | 3     | 0     | 0      | 0      | 0      | 0      | 28     | 7      | 4      |
| Монако            | 2008-09           | 3    | 0    | 0      | 0     | 0     | 0      | 0      | 0      | 0      | 3      | 0      | 0      |
| Монако            | Всього            | 57   | 14   | 7      | 5     | 0     | 0      | 0      | 0      | 0      | 62     | 14     | 7      |
| Рома              | 2008-09           | 29   | 4    | 4      | 2     | 0     | 0      | 3      | 0      | 0      | 34     | 4      | 4      |
| Рома              | 2009-10           | 23   | 1    | 3      | 4     | 0     | 0      | 10     | 3      | 0      | 37     | 4      | 3      |
| Рома              | 2010-11           | 32   | 2    | 2      | 5     | 0     | 1      | 6      | 2      | 1      | 43     | 4      | 4      |
| Рома              | Всього            | 84   | 7    | 9      | 11    | 0     | 1      | 19     | 5      | 1      | 114    | 12     | 11     |
| Парі Сен-Жермен   | 2011-12           | 10   | 2    | 3      | 0     | 0     | 0      | 3      | 2      | 1      | 13     | 4      | 4      |
| Парі Сен-Жермен   | Всього            | 10   | 2    | 3      | 0     | 0     | 0      | 3      | 2      | 1      | 13     | 4      | 4      |
| Всього за кар'єру | Всього за кар'єру | 206  | 30   | 25     | 18    | 0     | 0      | 27     | 7      | 3      | 251    | 37     | 28     |

### Міжнародна
Дані актуальні станом на 23 червня 2012
| Команда | Сезон   | Ігри | Голи | Асисти |
| ------- | ------- | ---- | ---- | ------ |
| Франція | 2010-11 | 5    | 0    | 1      |
| Франція | 2011-12 | 11   | 2    | 0      |
| Всього  | Всього  | 16   | 2    | 1      |

## Досягнення

### Командні
«Рома»
- Віце-чемпіон Італії: 2010.

«ПСЖ»
- Чемпіон Франції: 2013, 2014.
- Володар Кубка Франції: 2014.
- Володар Кубка французької ліги: 2014.
- Володар Суперкубка Франції: 2013.

Збірна Франції
- Чемпіон Європи (U-17): 2004
- Переможець Кубка Меридіан: 2005

### Індивідуальні
- Гравець місяця за версією UNFP: січень 2005.